# Sénat du Wyoming
66e législature
Capitole de l'État du Wyoming, Cheyenne
Le Sénat du Wyoming (Wyoming Senate) est la chambre haute de la législature de l'État du Wyoming aux États-Unis d'Amérique.

## Composition
Il comprend 30 sénateurs représentant approximativement chacun 17 000 habitants. Les sénateurs du Wyoming sont élus pour un mandat de 4 ans. Il est possible de faire plusieurs mandats, sans limite (depuis 2004). Le sénat est renouvelé par moitié tous les 2 ans.

## Siège
Le Sénat du Wyoming siège au Capitole situé à Cheyenne.

## Représentation
Lors de la 66e législature (2021-2023), le président du Sénat est le républicain Dan Dockstader élu dans le 16e district à Afton.
Le Wyoming a la particularité d'être l'un des 4 États (aux côtés de l'Arizona, du Maine et de l'Oregon), à avoir supprimé le poste de lieutenant-gouverneur qui fait d'habitude fonction de président du corps législatif.
| Affiliation           | Parti     | Parti       | Parti  | Total |
| Affiliation           | Démocrate | Republicain | Vacant | Total |
| --------------------- | --------- | ----------- | ------ | ----- |
| Affiliation           |           |             |        |       |
| législature 2011–2013 | 4         | 26          | 0      | 30    |
| législature 2013–2015 | 4         | 26          | 0      | 30    |
| législature 2015–2017 | 4         | 26          | 0      | 30    |
| législature 2017–2019 | 3         | 27          | 0      | 30    |
| législature 2019–2021 | 3         | 27          | 0      | 30    |
| législature 2021–2023 | 2         | 28          | 0      | 30    |